# Morte di Euridice
Morte di Euridice è un dipinto eseguito da Niccolò Abate negli anni del suo soggiorno in Francia (1552-1571) ed esposto nella National Gallery di Londra

## Descrizione
L'unitarietà compositiva del dipinto nasconde in realtà una pluralità di scene raffiguranti momenti della morte di Euridice, ninfa e moglie di Orfeo. Sulla media distanza Orfeo addomestica alcuni animali selvatici; nel frattempo, in primo piano, Euridice viene insidiata dal pastore Aristeo (secondo la versione del mito seguita da Virgilio e Ovidio), in presenza di tre ninfe che sembrano non accorgersi di quanto sta accadendo; scappa ma viene morsa da un serpente. Accanto è raffigurata morente. Sulla destra Aristeo si consulta con la madre Cirene circa la morte delle sue api, mentre sotto è raffigurato il Dio del mare Proteo, che nella leggenda spiegò al pastore che quest'ultima è la punizione per aver provocato la morte della ninfa.